# Rebordanes
Rebordanes (oficialmente San Bartolomeu de Rebordáns) es una parroquia española del municipio de Tuy, perteneciente a la provincia de Pontevedra, en la comunidad autónoma de Galicia.

## Toponimia
La parroquia puede aparecer referida con las grafías «Rebordanes» y «Rebordáns».

## Historia
Hacia mediados del siglo XIX, la parroquia, ya por entonces perteneciente a Tuy, tenía contabilizada una población de 532 habitantes. Aparece descrita en el decimotercer volumen del Diccionario geográfico-estadístico-histórico de España y sus posesiones de Ultramar de Pascual Madoz con las siguientes palabras:

REBORDANES (San Bartolome): felig. en la prov. de Pontevedra (7 leg.), part. jud., dióc. y ayunt. de Tuy (1/8). sit. al N. de esta c. y en la confluencia del r. Louro en el Miño; clima templado y sano. Tiene unas 120 casas en los l. de Arroyo, Dehesa, Eydos, Curegeiras, Forja, Funchal, Laranjeira, Lavandeira, Manteigada, Outeiro, Paredes, Roso, San Bartolomé, Telleiro, Vilanova y Virgen del Camino. La igl. parr. (San Bartolomé) se halla servida por un cura amovible y de nombramiento del cabildo catedral de Tuy. Confina: N. Sta. Comba; E. r. Louro; S. Tuy, y O. Malvás. El terreno es llano y muy fértil. Hay sobre el Louro 2 puentes, por donde atraviesan los caminos que desde la espresada c. salen para diferentes puntos. prod.: trigo, maiz, centeno, vino, lino, patatas, hortalizas y frutas; hay ganado vacuno y lanar, y pesca de varias especies. pobl.: 122 vec., 532 alm. contr.: con su ayunt. (V.)
(Madoz, 1849, pp. 384-385)

En 2023, tenía empadronados 1227 habitantes.